# Alfhilda Mechlenburg
Alfhilda Theodora Adelheid Mechlenburg, född Suenssen 10 februari 1830 i Köpenhamn, död 10 augusti 1907 på Frederiksberg, var en dansk författare. Hon var syster till författarna Fanny Suenssen och Teckla Juel.

## Biografi
Alfhilda Mechlenburg växte upp i Tønning, Sønderjylland. Fadern, Johan Fedder Carsten Suenssen (1795–1840), var kapten i den danska hären. Modern var Margrethe Juel (1802–1882) och kom från en officersfamilj. Efter faderns död 1840 flyttade familjen tillbaka till Köpenhamn. Då Mechlenburg var sexton år gammal reste hon till Norge för att besöka släktingar, men stannade kvar där i många år och blev norsk medborgare.
Hon gifte sig 1864 med en norsk sjökapten, Carl Mechlenburg (1821–1864), och fick med honom ett lyckligt men kort äktenskap. Han dog 1868 efter en längre tids sjukdom, ett år efter att de hade mist deras dotter, som var det enda barnet. Hon återvände därefter till Danmark och modern.
Mechlenburg debuterade som författare 1867 med en biografi av Karl XV, Ein königlicher Dichter, som publicerades i den tyska tidskriften Der Bazar. Hon skrev även noveller till veckobladet Skandinavisk Folkemagazin och publicerade sex små berättelser 1868. Dessa rönte dock ingen större framgång. Hon fortsatte dock att skriva för veckotidningar, däribland Illustreret Tid. Hennes debut i bokform kom 1872 med novellsamlingen To Fortællinger och blev en framgång. Vid denna tidpunkt var hennes språk starkt påverkad av norskan och novellernas handlingar utspelade sig i Norge.
Därefter dröjde det sex år innan nästa novellsamling, Fortællinger, publicerades. Tillsammans med sina systrar skrev hon lustspelet Et Ægteskab i Fare och skådespelet Judith, som båda uppfördes på Folketeatret 1873 respektive 1875. 1880-talet innebar en flitig produktion från Mechlenburgs sida. Under detta årtionde gav hon ut åtta romaner: Fjældblomster (1880), I Tidens Løb (1881), Kløverbladet (1882), Et Løfte (1883), I Høst (1883), Gamle Minder (1885), Bregner (1887) och Skibbrud (1889). Gemensamt för dessa är att de präglades av en idealistisk-romantisk livssyn, ofta med en religiös underton.
Bland hennes övriga verk finns Kamp (1891), Ungdom (1893), I Bølgegang (1894) och I Vaar (1895). En del av hennes verk blev översatta till svenska. Hon publicerade alla sina verk under pseudonymen Ivar Ring. Från 1882 tilldelades hon 500 danska kronor årligen genom finanslagen.